# Crosslauf-Afrikameisterschaften 2016
Die 4.  Crosslauf-Afrikameisterschaften wurden am 12. März 2016 in der kamerunischen Stadt Yaoundé ausgetragen. Veranstalter war die Confédération Africaine d’Athlétisme.
Insgesamt fanden im Rahmen der Veranstaltung vier Rennen statt, jeweils eines für Männer und Frauen sowie Junioren und Juniorinnen (Altersklasse U20). Die Distanzen betrugen 10 Kilometer für Männer und Frauen sowie 8 Kilometer für die Junioren und 6 Kilometer für die Juniorinnen.

## Ergebnisse

### Männer (10 km)

#### Einzelwertung
| Platz | Athlet               | Land | Zeit (min) |
| ----- | -------------------- | ---- | ---------- |
| 1     | James Rungaru        | KEN  | 26:34      |
| 2     | Phillip Kipyeko      | UGA  | 26:35      |
| 3     | Charles Muneria      | KEN  | 26:46      |
| 4     | Cleophas Ngetich     | KEN  | 26:52      |
| 5     | Geoffrey Koech       | KEN  | 27:09      |
| 6     | Getaneh Molla        | ETH  | 27:13      |
| 7     | Philip Langat        | KEN  | 27:13      |
| 8     | Abdallah Kibet Mande | UGA  | 27:13      |

Von 66 gemeldeten Athleten gingen 45 an den Start und erreichten alle das Ziel.

#### Teamwertung
| Platz | Land und Athleten                                                      | Gesamtpunktzahl und Einzelplatzierung |
| ----- | ---------------------------------------------------------------------- | ------------------------------------- |
| 1     | Kenia James Rungaru Charles Muneria Cleophas Ngetich Geoffrey Koech    | 13 01 03 04 05                        |
| 2     | Uganda Phillip Kipyeko Abdallah Kibet Mande Daniel Rotich Moses Kurong | 30 02 08 09 11                        |
| 3     | Äthiopien Getaneh Molla Birhan Nebebew Mogos Tuemay Yihunilign Adane   | 41 06 10 12 13                        |

Insgesamt wurden 7 Teams gewertet.

### Frauen (10 km)
| Platz | Athletin                 | Land | Zeit (min) |
| ----- | ------------------------ | ---- | ---------- |
| 1     | Alice Aprot Nawowuna     | KEN  | 29:52      |
| 2     | Sheila Chepkirui         | KEN  | 30:44      |
| 3     | Beatrice Mutai           | ETH  | 31:08      |
| 4     | Dera Dida                | ETH  | 31:13      |
| 5     | Daisy Jepkemei           | KEN  | 31:29      |
| 6     | Nancy Nzisa              | KEN  | 31:30      |
| 7     | Pauline Kaveke Kamulu    | UGA  | 31:43      |
| 8     | Kidsan Alema Gebremedhin | ETH  | 31:51      |

Von 39 gemeldeten Athletinnen gingen 31 an den Start und erreichten 30 das Ziel.

#### Teamwertung
| Platz | Land und Athletinnen                                                        | Gesamtpunktzahl und Einzelplatzierung |
| ----- | --------------------------------------------------------------------------- | ------------------------------------- |
| 1     | Kenia Alice Aprot Nawowuna Sheila Chepkirui Beatrice Mutai Daisy Jepkemei   | 11 01 02 03 05                        |
| 2     | Äthiopien Dera Dida Kidsan Alema Gebremedhin Alamerew Tirusew Fotyen Tesfay | 33 04 08 09 12                        |
| 3     | Südafrika Dina Lebo Phalula Lebogang Phalula Andrea Steyn Murendwa Davhana  | 65 13 14 16 22                        |

Insgesamt wurden 5 Teams gewertet.

### Junioren (8 km)
| Platz | Athlet            | Land | Zeit (min) |
| ----- | ----------------- | ---- | ---------- |
| 1     | Isaac Kipsang     | KEN  | 21:33      |
| 2     | Ronald Kiprotich  | KEN  | 21:44      |
| 3     | Aron Kifle        | ERI  | 21:48      |
| 4     | Antony Kiptoo     | KEN  | 21:56      |
| 5     | Andrew Lorot      | KEN  | 21:59      |
| 6     | Nickson Kiplangat | KEN  | 22:11      |
| 7     | Tefera Mosisa     | ETH  | 22:15      |
| 8     | Solomon Berihu    | ETH  | 22:16      |

Von 50 gemeldeten Athleten gingen 43 an den Start und erreichten alle das Ziel.

#### Teamwertung
| Platz | Land und Athleten                                                    | Gesamtpunktzahl und Einzelplatzierung |
| ----- | -------------------------------------------------------------------- | ------------------------------------- |
| 1     | Kenia Isaac Kipsang Ronald Kiprotich Antony Kiptoo Andrew Lorot      | 12 01 02 04 05                        |
| 2     | Äthiopien Tefera Mosisa Solomon Berihu Gurmessa Nega Yeneblo Biyazen | 38 07 08 10 13                        |
| 3     | Südafrika Ikageng Gaorekwe Kabelo Melamu Rowhaldo Ratz Kabelo Seboko | 80 17 18 22 23                        |

Insgesamt wurden 7 Teams gewertet.

### Juniorinnen (6 km)
| Platz | Athletin        | Land | Zeit (min) |
| ----- | --------------- | ---- | ---------- |
| 1     | Miriam Cherop   | KEN  | 18:31      |
| 2     | Gloriah Kite    | KEN  | 18:39      |
| 3     | Winfred Mbithe  | KEN  | 18:40      |
| 4     | Lucy Cheruiyot  | KEN  | 18:42      |
| 5     | Muliye Dekebo   | ETH  | 18:42      |
| 6     | Tersit Desalegn | ETH  | 19:02      |
| 7     | Zerfie Limeneh  | ETH  | 19:03      |
| 6     | Tiblet Getaneth | ETH  | 19:09      |

Von 43 gemeldeten Athletinnen starteten 33 und erreichten alle das Ziel.

#### Teamwertung
| Platz | Land und Athletinnen                                                   | Gesamtpunktzahl und Einzelplatzierung |
| ----- | ---------------------------------------------------------------------- | ------------------------------------- |
| 1     | Kenia Miriam Cherop Gloriah Kite Winfred Mbithe Lucy Cheruiyot         | 10 01 02 03 04                        |
| 2     | Äthiopien Muliye Dekebo Tersit Desalegn Zerfie Limeneh Tiblet Getaneth | 26 05 06 07 08                        |
| 3     | Marokko Hanane Bouaggad Imane El Bouhali Rahma Tahiri Meryam Kamali    | 72 15 18 19 20                        |

Insgesamt wurden 5 Teams gewertet.